# Christoph Maier (Politiker, 1931)
Christoph Maier (* 16. Januar 1931 in Kühlenfels; † 14. Juli 2021 in Eckental) war ein deutscher Politiker (CSU).

## Leben
Maier besuchte die Volksschule in Kühlenfels und die Höhere Schule in Bamberg, wo er auch sein Abitur machte. Er studierte Naturwissenschaften, genauer Chemie, Biologie und Geographie an der Universität Erlangen, und schloss das Studium mit der Promotion ab. Es folgte eine einjährige Tätigkeit als Pädagoge an der Höheren Schule. Maier war Mitarbeiter der Bayerischen Landesanstalt für Fischerei in Starnberg und wurde 1961 vom Bezirk Mittelfranken zum Fischereirat bestellt. Er war Präsident des Fischereiverbands Mittelfranken, Schatzmeister des Landesfischereiverbands Bayern sowie Vorsitzender des Musikrats im Landkreis Erlangen-Höchstadt und Vorstandsmitglied im Kreisverband Erlangen-Höchstadt des Bayerischen Roten Kreuzes.
1958 wurde Maier Mitglied der CSU, wo er Kreisvorsitzender und Schatzmeister des Bezirksverbands war. Er war Gemeinderat und 2. Bürgermeister im Markt Eckental, Kreistag in Erlangen-Höchstadt und von 1978 bis 1998 Mitglied des Bayerischen Landtags. In letzteren wurde er stets direkt im Stimmkreis Erlangen-Land bzw. Erlangen-Höchstadt gewählt.
Maier war seit 1951 Mitglied der katholischen Studentenverbindung K.D.St.V. Frankonia-Czernowitz im CV zu Erlangen.